# بات بون
بات بون (بالإنجليزية: Pat Boone) هو مغني ومغن ومؤلف وموسيقي وملحن وممثل أمريكي، ولد في 1 يونيو 1934 بجاكسونفيل في الولايات المتحدة. من الجوائز التي نالها قاعة مشاهير موسيقى الإنجيل ‏.

## أعمال

### أفلام
- (1959) رحلة إلى مركز الأرض
- (1989) روجر وأنا
- (2005) فاك
- (2016) الله ليس ميتا 2

## جوائز
- قاعة مشاهير موسيقى الإنجيل [الإنجليزية]‏

## وصلات خارجية
- بات بون على موقع IMDb (الإنجليزية)
- بات بون على موقع الموسوعة البريطانية (الإنجليزية)
- بات بون على موقع روتن توميتوز (الإنجليزية)
- بات بون على موقع مونزينجر (الألمانية)
- بات بون على موقع ألو سيني (الفرنسية)
- بات بون على موقع ميوزك برينز (الإنجليزية)
- بات بون على موقع تيرنر كلاسيك موفيز (الإنجليزية)
- بات بون على موقع أول موفي (الإنجليزية)
- بات بون على موقع قاعدة بيانات الأفلام السويدية (السويدية)
- بات بون على موقع إن إن دي بي (الإنجليزية)